# Dois Irmãos das Missões
Dois Irmãos das Missões är en kommun i Brasilien.   Den ligger i delstaten Rio Grande do Sul, i den södra delen av landet, 1 400 km söder om huvudstaden Brasília. Antalet invånare är 2 157.
Trakten runt Dois Irmãos das Missões består till största delen av jordbruksmark. Runt Dois Irmãos das Missões är det mycket glesbefolkat, med 2 invånare per kvadratkilometer.